# Victor Broosplein

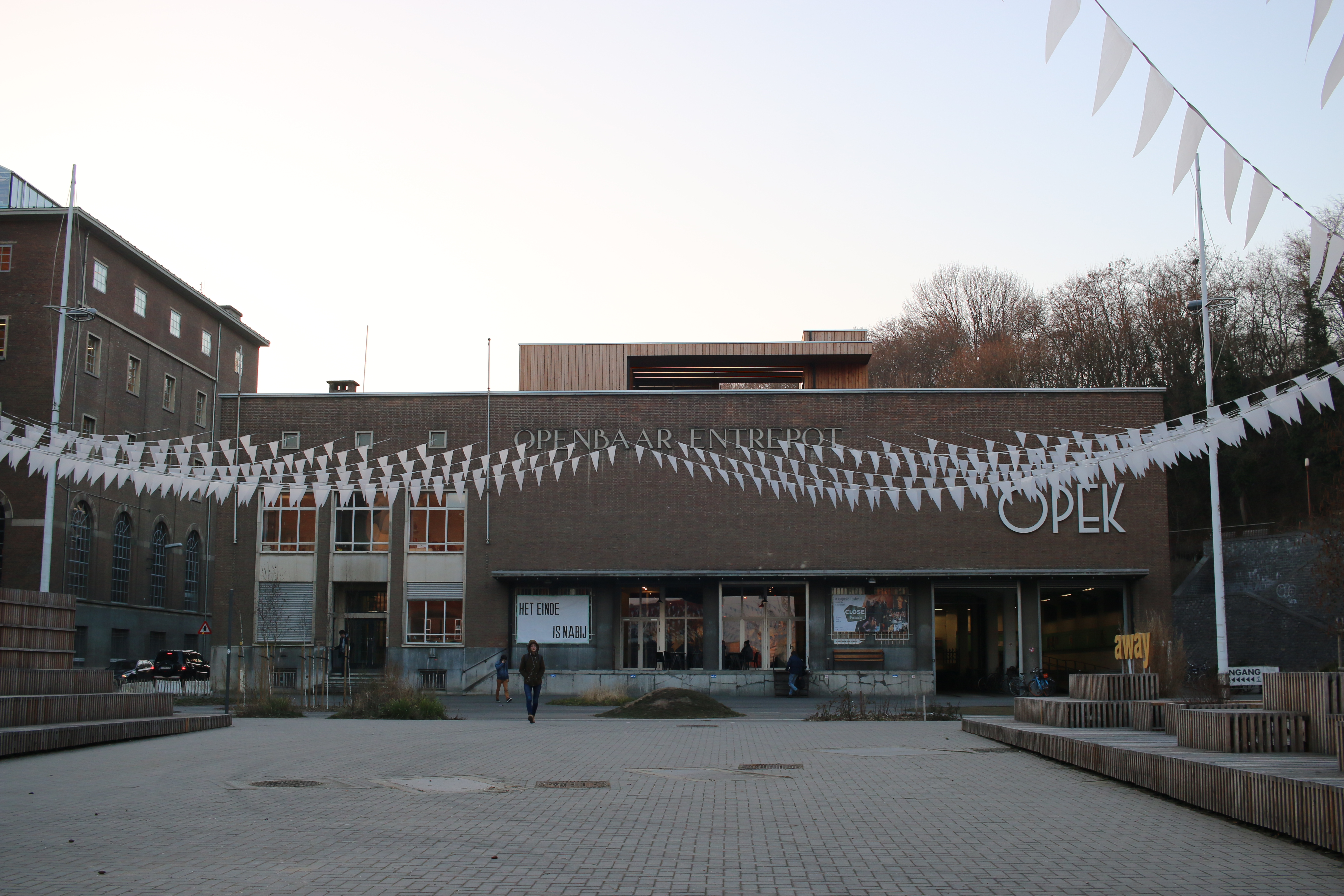
Het Victor Broosplein, voor het OPEK-gebouw

Het Victor Broosplein is een plein in de Belgische stad Leuven. Het ligt aan de stadsrand, aan de Vaartkom vlak voor het artistieke Openbaar Entrepot voor de Kunsten (OPEK). Het plein werd vernoemd naar de architect die oorspronkelijk het gebouw ontwierp (toen nog het Openbaar Entrepot, waar de douane gehuisvest was), de Leuvense architect Victor Broos.

## Geschiedenis
Het oorspronkelijke gebouw, Openbaar Entrepot, werd in 1956 in gebruik genomen. Sinds 2010 is het in gebruik als thuishaven voor een reeks artistieke organisaties, waaronder de theatergroepen fABULEUS en Het nieuwstedelijk. Het gebouw heet sindsdien Openbaar Entrepot voor de Kunsten (OPEK). Doordat de ruimte voor het gebouw verkeersvrij werd gemaakt, ontstond een nieuw plein.

## Naam
In 2016 discussieerde de Leuvense gemeenteraad over de naam voor het nieuwe plein. Er ontstond enige politieke commotie over de naam Victor Broos-plein omdat het plein zo opnieuw naar een man werd vernoemd, wat het onevenwicht mannen-vrouwen in Leuvense straatnamen nog groter maakte. Alternatieve voorstellen waren onder meer het Marie Thumas-plein (naar Marie Thumas) of het sekseneutrale Douaneplein.

## Kunst
Op het plein staat het standbeeld De Kanaalgravers van Willy Peeters. Het beeld werd in 2000 onthuld om de 500 arbeiders te herdenken die het Kanaal Leuven-Dijle 250 jaar eerder groeven.